# Caio Fabrício Luscino
Caio Fabrício Luscino, dito Monocular (em latim: Caius Fabricius Lucinus Monocularis – "de um olho só"),  foi um político da gente Fabrícia da República Romana, eleito cônsul por duas vezes, em 283 e 278 a.C., com Quinto Emílio Papo nas duas vezes. Segundo Lívio, foi o primeiro de sua gente a se mudar para Roma, vindo de Alétrio.

## Primeiros anos
Fabrício é mencionado pela primeira vez quando foi embaixador a Taranto (285 ou 284 a.C.) para dissuadi-los de uma guerra contra Roma, mas foi preso por eles, que enviaram embaixadores aos etruscos, úmbrios e gauleses com o objetivo de formar uma grande coalização contra Roma.

## Primeiro consulado e período intermediário (282 a.C.)
Provavelmente foi libertado, pois foi eleito cônsul em 282 a.C. com Quinto Emílio Papo. Liderou as campanhas no sul da Itália enquanto Quinto Emílio lutava na Gália Cisalpina. Em suas campanhas, lutou contra samnitas, lucanos e brútios. Marchou primeiro para aliviar a cidade de Túrios, que estava cercada por lucanos e brútios, liderados por Estacílio. Os romanos conseguiram uma grande vitória, a cidade foi libertada e os habitantes, agradecidos, construíram uma estátua para o cônsul vitorioso. Fabrício conseguiu ainda muitas outras vitórias, conquistando muitas cidades da coalização inimiga e colecionando um grande butim, que, depois de distribuir a maior parte aos soldados e devolver aos cidadãos o tributo que haviam pago no ano anterior, deixou no Tesouro romano, depois de celebrar um triunfo, mais de 400 talentos de ouro.
Neste mesmo ano, uma embaixada liderada pelo grande Lúcio Postúmio Megelo foi enviada a Taranto depois de um ataque a uma frota romana em meio ao saque de Túrios. Os enviados romanos exigiram a libertação dos soldados da guarnição de Túrios, aprisionados pelos tarantinos, a volta dos aristocratas expulsos da cidade, a restituição dos valores roubados durante o saque da cidade e a entrega dos responsáveis pelo ataque aos navios romanos. Segundo a tradição, os embaixadores romanos foram recebidos de forma desrespeitosa e foram humilhados, o que resultou na declaração de guerra contra Taranto, o que deu início à sequência de eventos que levaria à Guerra Pírrica (280–275 a.C.) na Itália.

## Período intermediário (281–279 a.C.)

Mapa do sul da Itália durante a Guerra Pírrica, contra Pirro de Epiro.

Em 280 a.C., depois que os romanos foram derrotados por Pirro na Batalha de Heracleia, Fabrício, Emílio e Cornélio Dolabela negociaram os termos da paz com o soberano grego e, provavelmente, o resgate que seria pago pelos prisioneiros. Plutarco relata que Pirro ficou impressionado com sua incapacidade de subornar Fabrício e libertou os prisioneiros sem exigir o resgate. As hostilidades recomeçaram no ano seguinte e Fabrício serviu novamente como legado, participando da derrota na Batalha de Ásculo, na qual conta-se que teria sido ferido.

## Segundo consulado (278 a.C.)
Em 278 a.C., foi eleito pela segunda vez, novamente com Quinto Emílio Papo. Pirro, cujas vitórias foram obtidas a um enorme custo, não estava disposto a arriscar-se novamente em batalha contra os romanos, especialmente sob o comando de Fabrício, e o mesmo valia para os romanos, que estavam ansiosos para recuperar seu domínio sobre seus antigos aliados, todos em revolta. A generosidade com que Fabrício e Emílio Papo enviaram ao rei o traidor que havia se oferecido para envenená-lo serviu como pretexto para o início das conversas, um evento tão oportuno que Barthold Georg Niebuhr conjectura se não foi um plano preconcebido. Cineas foi enviado a Roma e conseguiu concluir uma trégua, permitindo que Pirro embarcasse para a Sicília, deixando seus aliados italianos à mercê da vingança romana.
Fabrício empregou o resto do ano subjugando o sul da Itália e, quando regressou, celebrou um triunfo sobre lucanos, brútios, tarantinos e samnitas. Ele ainda se esforçou para eleger Públio Cornélio Rufino para o consulado no ano seguinte por causa de suas brilhantes habilidades militares, apesar de ser uma pessoa considerada avarenta.

## Anos finais
Depois, Fabrício aparece novamente como censor em 275 a.C., também junto com Emílio Papo. A censura de ambos se destacou pela severidade com eles trataram de reprimir o crescente gosto pelo luxo entre os romanos e foi particularmente famosa pela expulsão do Senado Romano de Públio Cornélio Rufino, já mencionado, por ter em sua casa dez libras de prata
Os Fastos Consulares indicam que Fabrício teria sido cônsul sufecto em 273 a.C., mas trata-se, aparentemente, de um erro derivado da confusão de seu nome com o de Caio Fábio Licino.
Fabrício morreu tão pobre como havia vivido, sequer deixando dote para suas filhas, o que o Senado tratou de consertar. Com o objetivo de honrar sua memória, o Senado enterrou-o no Pomério, o que era proibido por uma das leis da Lei das XII Tábuas.

## Legado
As histórias sobre Fabrício são os padrões de austeridade e incorruptibilidade, muito parecidas com as contadas sobre Cúrio Dentato e Cícero frequentemente cita os dois juntos; por isto, o é difícil perceber a verdadeira personalidade por baixo de suas virtudes. Por outro lado, Valério afirma que ele e seu co-cônsul e co-censor Quinto Emílio Papo mantinham "prata em suas casas [...] Cada um deles tinha um prato para os deuses e um sótão de sal, mas Fabrício era mais elegante por ter posto um pequeno pedestal de chifre embaixo do seu prato".
No Purgatório da Divina Comédia de Dante, no Canto XX, Fabrício aparece como um exemplo de virtude contrário à avareza conforme ele e Virgílio passeiam pelo reino do Purgatório, reforçando também a conexão com a pobreza que resulta do ascetismo. Conta a história que os princípios de Fabrício estavam tão arraigados em seu caráter que ele teria sofrido um intenso empobrecimento, morrendo como um mendigo e enterrado às custas do estado. Uma citação lamentada por uma voz misteriosa no Canto XX 24-27 revela: E logo após ainda: “Ó bom Fabrício, Com virtude antes pobre ser quiseste Do que a opulência possuir com vício.”.